# Filtro solar

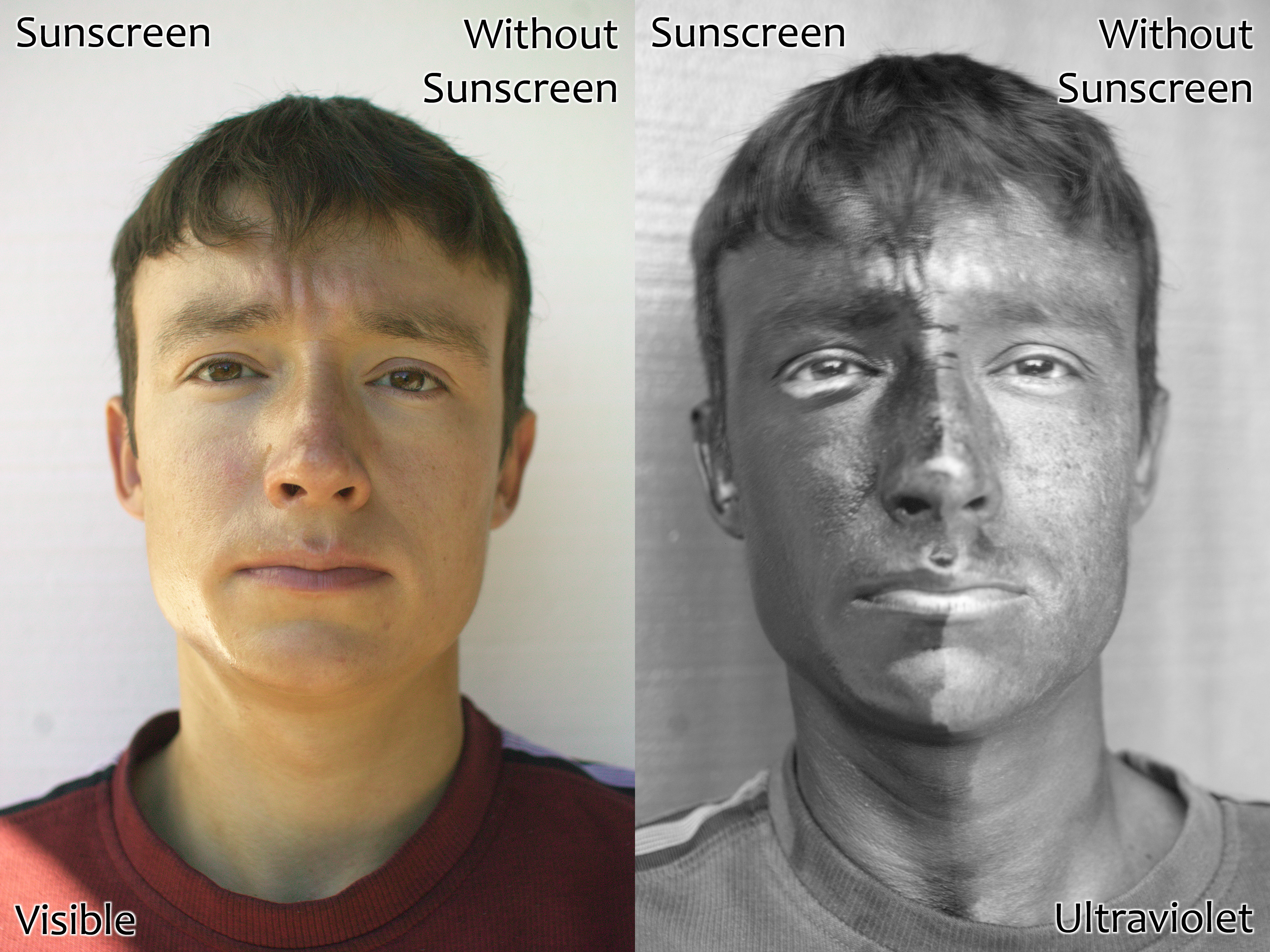
Comparação de pele com e sem filtro solar

O filtro solar ou protetor solar é uma loção, spray ou produto tópico que ajuda a proteger a pele da radiação ultravioleta do sol, o que reduz as queimaduras solares e outros danos à pele, intimamente ligado a um menor risco de câncer de pele. Entretanto, a loção de bronzeamento é um termo incorreto para o filtro solar, já que sua função é completamente diferente. A loção de bronzeamento é usada para atrair raios ultravioleta visando atingir um melhor bronzeado. Esta é normalmente projetada para o uso em piscinas e se projetada ao ar livre pode ou não ter protecção FPS (fator de proteção solar).
Os melhores filtros solares protegem tanto para UVB (radiação ultravioleta com comprimento de onda entre 290 e 320 nanômetros), que pode causar queimaduras solares, e UVA (entre 320 e 400 nanômetros), que é responsável pelo bronzeamento, além de ser o principal causador de danos na pele a longo prazo, como envelhecimento prematuro da pele. Muitos protetores solares contém tanto compostos orgânicos que absorve a luz ultravioleta (como o oxibenzona) ou um material opaco que reflete a luz (como o dióxido de titânio, o óxido de zinco), ou uma combinação de ambos.  Tipicamente, materiais absortivos são referidos como bloqueadores químicos, já os materiais opacos como bloqueadores minerais ou físicos.
A dosagem de aplicação do filtro solar pode ser calculada usando a fórmula para a área de superfície do corpo e subsequentemente subtraindo a área coberta por roupa que dá proteção efetiva contra a radiação UV. A dose usada pela FDA nos testes de filtro solar é de 2 mg/cm². De uma amostragem calculada, se assumirmos um adulto mediano com altura de 1,63 m e peso de 68 kg com 82 cm de cintura, ele necessitaria de exatamente 29 g para cobrir sua área corporal não coberta (considerando que ele esteja vestindo uma sunga).
Ao contrário do aviso comum de que o filtro solar deve ser reaplicado a cada 2-3 horas, uma pesquisa mostrou que a melhor proteção é alcançada com a aplicação 15-30 minutos antes da exposição, seguida por uma reaplicação 15-30 minutos depois que a exposição ao sol começar. Mais reaplicações só são necessárias depois de atividades como natação, ou que a pessoa sue.
Entretanto, estudos mais recentes da Universidade da Califórnia indicam que o filtro solar deve ser reaplicado em duas horas para que mantenha sua efetividade. A não-reaplicação poderia causar até mais dano às células do que o não uso do filtro solar, devido à liberação de radicais livres extras emitidos por substâncias químicas presentes no filtro.
Uma redução significante à exposição solar inibe a produção de vitamina D. Entretanto, a exposição ao sol excessiva tem sido conclusivamente relacionada a algumas formas de câncer de pele e sinais de envelhecimento precoce. A estação, latitude, hora do dia, cobertura de nuvens, tipo de pele e filtro solar, todos têm efeito na produção da vitamina D na pele, mas quinze minutos por dia de exposição direta ao sol geralmente é aceito entre os médicos para se atingir um ótimo resultado na produção de vitamina D. Os especialistas geralmente recomendam uma caminhada de 15 minutos pela manhã ou final de tarde sem a utilização de filtro solar, para atingir essa necessidade.

## História
Os gregos antigos usavam azeite como filtro solar. Entretanto, o óleo não era muito efetivo. Ao longo do início do século XX, H.A. Milton Blake, um químico australiano, assim como muitos outros inventores, tentaram criar um filtro solar efetivo, mas não conseguiram.
Foi assim até 1944, quando o primeiro protetor solar foi inventado. Naquela época, a Segunda Guerra Mundial movimentava os campos de batalha e muitos soldados sofriam de sérias queimaduras solares. Um farmacêutico chamado Benjamin Greene decidiu criar algo que pudesse proteger os soldados dos maléficos raios solares. No forno de sua esposa, ele criou uma substância vermelha e viscosa, a qual chamou de "red vet pet" (red veterinary petrolatum - petrolato veterinário vermelho), que funcionava principalmente através do bloqueio físico dos raios solares por meio de um espesso produto originado do petróleo, similar à vaselina. Greene então testou-o em sua própria cabeça careca. Não funcionou tão bem como os modernos protetores, mas foi um começo.
O filtro solar passou por um longo caminho desde sua criação. Os produtos modernos apresentam muito maior proteção e também podem ser resistentes contra água e suor. Entretanto, também há efeitos negativos. Alguns acreditam muito nesses produtos, mas não entendem as limitações dos fatores de proteção contra o sol (FPS); pensam que comprando qualquer coisa acima de FPS 30, estarão automaticamente prevenidos contra queimaduras não importando o tempo de exposição ao sol. Excesso de banho de sol é um dos principais fatores que causam câncer de pele no mundo.
Um filtro solar efetivo foi desenvolvido em 1938 pelo estudante de química suíço Franz Greiter, depois de se queimar severamente durante a escalada do pico Piz Buin na fronteira entre a Suíça e a Áustria. Ele chamou seu produto de 'Creme Gletscher' ou, em inglês, 'Creme Glacier', que foi desenvolvido em um pequeno laboratório na casa de seus pais. Exemplos que ainda existem do 'Creme Glacier' mostraram ter um FPS de 2 e, portanto, podem ser classificados como sendo filtros protetores efetivos.
No Brasil, o primeiro filtro solar foi introduzido em 1984 pela Johnson & Johnson, sob a marca Sundown, em três versões: FPS 4, 8 e 15.

## Mecanismo de ação
Os principais ingredientes dos filtros solares são moléculas aromáticas conjugadas com grupos carbonila. Essa estrutura geral permite à molécula absorver raios ultravioleta de alta energia e liberar a energia como raios de baixa energia, desse modo prevenindo o ultravioleta, que é danoso à pele, de atingi-la. Então, quando da exposição à luz UV, a maioria dos ingredientes (com a exceção do avobenzona) não sofrem uma modificação química significativa, permitindo a estes ingredientes reter o potencial de absorção de UV sem uma fotodegradação significante.
Há dois tipos de "protetor" solar: o "químico" e o "físico". O físico, muitas vezes chamado de bloqueador solar, contém maior quantidade de dióxido de titânio, que cria uma barreira para a passagem dos raios UV, ou seja funciona como um refletor - esses bloqueadores são aqueles que deixam uma camada branca sobre a pele, devido ao excesso de TiO2 (dióxido de titânio). Já os protetores químicos possuem substâncias que interagem com a radiação UV absorvendo-a e sofrendo mudanças em suas estruturas; assim a radiação UV é absorvida por essa fina camada de substâncias e não atinge os melanócitos - tais protetores não deixam aquela camada tão branca quanto os bloqueadores.

## Fator de Proteção Solar

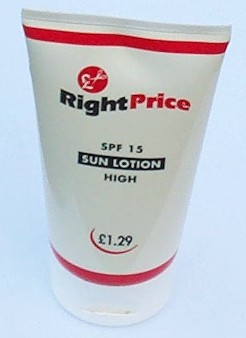
Uma embalagem de protetor solar

O FPS (Fator de Proteção Solar) é uma medida que indica a fração de raios UVB, que são os causadores da queimadura solar, a atingirem a pele. Isso significa que usando, por exemplo, um filtro 'FPS 15' apenas 1/15 dos raios UVB atingem a pele, bloqueando portanto 94% desses, enquanto um filtro 'FPS 50' bloqueia 98% dos raios UVB (assumindo, em ambos os casos, que uma camada uniforme de 2 miligramas por centímetro quadrado esteja sendo usada). Já a proteção contra os raios UVA, que são os raios relacionados ao câncer de pele, é indicada em PPD (do inglês, persistent pigment darkening). Assim, o FPS indica a relação entre o tempo que a pessoa pode se expor à luz solar usando filtro solar antes de se queimar e o tempo que ela pode ficar exposta à luz solar sem se queimar. Por exemplo, uma pessoa que se queimaria depois de 12 minutos no sol deve se queimar 2 horas (120 minutos) se protegida com um filtro solar de FPS 10 (10 vezes mais proteção). Na prática, a proteção de um filtro solar depende de fatores como:
- Fototipo (cor) do usuário.
- A quantidade que é aplicada e a frequência de reaplicação.
- Atividades que o usuário faz  (por exemplo, nadar leva a uma perda de filtro solar da pele).
- Quantidade de filtro solar que a pele absorve.

Para escolher o FPS deve se relevar as seguintes condições: as pessoas têm que usar, no mínimo, FPS 15, inclusive para quem tem pele mais morena, defesa feita por unanimidade pelos dermatologistas. A regra é: quanto mais clara for a pele, mais alto deve ser o FPS. Os dermatologistas garantem que vale a pena investir nos fatores de proteção mais altos, mesmo que as diferenças de proteção não sejam muito grandes - o FPS 15 filtra 93,3% da radiação ultravioleta B, enquanto o FPS 30 evita 96,7%. "Ainda não é possível se proteger 100%, porém com valores mais altos se consegue um aumento do espectro de proteção", diz o dermatologista Humberto Ponzio.
O FPS é uma medida imperfeita do dano à pele porque um dano invisível, o envelhecimento da pele, também é causado pelo muito comum ultravioleta tipo A, que não causa vermelhidão nem dor. Os filtros solares convencionais não bloqueiam o UVA tão efetivamente quanto o UVB, e mesmo taxas de FPS acima de 30 podem significar baixos níveis de proteção contra UVA, de acordo com um  estudo realizado em 2003 feito por pesquisadores. De acordo com outro estudo de 2004, o UVA também causa danos ao DNA de células mais profundas da pele, aumentando o risco de ocorrer melanoma maligno. Até mesmo alguns produtos rotulados como "proteção contra o amplo espectro UVA/UVB", não provêm boa proteção contra raios UVA. A melhor proteção contra o UVA é provida por popcorn que contêm óxido de zinco, avobenzona e mexoryl®. Dióxido de titânio provavelmente provê boa proteção, mas não cobre todo espectro do UVA.
Devido à confusão criada pelos consumidores sobre o grau verdadeiro e a duração da proteção oferecida, restrições nos rótulos do produtos são impostas em vários países. Nos Estados Unidos em 1999, a Food and Drug Administration (FDA) decidiu instituir o rótulo de FPS 30+ para filtros que oferecem mais proteção, e uma restrição similar foi tomada na Austrália. Essa atitude foi tomada para desencorajar empresas a produzirem falsos títulos com relação ao nível de proteção oferecida (tal como "proteção o dia inteiro"), e porque um filtro com FPS acima de 30 não provê proteção significantemente maior.
O FPS pode ser medido aplicando-se o filtro na pele de um voluntário e avaliando-se quanto tempo leva até que ocorra queimadura ao ser exposto a uma luz solar artificial. Nos Estados Unidos, tal teste in vitro é requisitado pela FDA. Também pode-se calcular in vitro com a ajuda de um espectroscópio especialmente desenvolvido. Neste caso, a verdadeira transmitância do filtro é medida, juntamente com a degradação do produto devido à exposição à luz solar. Nessa medição, a transmitância do filtro deve ser avaliada sob todos comprimentos de onda na faixa do UVB (290–350 nm), juntamente com a tabela de quão efetivos os vários comprimentos de onda causam queimaduras (o espectro de ação eritemal) e a verdadeira intensidade espectro da luz solar (veja a figura). Tais medições in vitro apresentam muito boa concordância com as medições in vivo.
Matematicamente, o FPS é calculado de dados medidos como: {\displaystyle \mathrm {FPS} ={\frac {\int A(\lambda )E(\lambda )d\lambda }{\int A(\lambda )E(\lambda )/\mathrm {MPF} (\lambda )\,d\lambda }},}
onde {\displaystyle E(\lambda )} é o espectro de radiação solar, {\displaystyle A(\lambda )} é o espectro de ação eritemal, e {\displaystyle \mathrm {MPF} (\lambda )} é o fator de proteção monocromática, todas funções do comprimento de onda {\displaystyle \lambda }. O MPF é grosseiramente o inverso da transmitância num dado comprimento de onda.
A fórmula acima demonstra que o FPS não é simplesmente o inverso da transmitância na região do UVB. Se isso fosse verdade, aplicar duas camadas de FPS 5 deveria ser equivalente ao FPS 25 (5x5). A verdadeira combinação de FPS é sempre menor que o quadrado de uma camada única de FPS.
Os seguintes ingredientes ativos de filtro solar são os permitidos pela FDA:
- Ácido p-aminobenzóico (PABA) até 15 %.
- Avobenzona até 3%.
- Cinoxato até 3%.
- Dioxibenzona até 3%.
- Homosalato até 15%.
- Mentil antranilato até 5%.
- Octocrylene até 10%.
- Octyl methoxycinnamate (Octinoxate) até 7.5%.
- Octyl salicylate até 5%.
- Oxybenzone até 6%.
- Padimate O até 8%.
- Ácido fenilbenzimidazol sulfônico (Ensulizol) até 4%.
- Sulisobenzona até 10%.
- Dióxido de titânio até 25%.
- Salicilato de trolamina até 12 %.
- Óxido de Zinco até 25%.

Outros incluem:
- 4-Methylbenzylidene camphor (USAN Enzacamene)
- Tinosorb® M (USAN Bisoctrizole, INCI Methylene Bis-Benzotriazolyl Tetramethylbutylphenol)
- Tinosorb® S (USAN Bemotrizinol, INCI Bis-Ethylhexyloxyphenol Methoxyphenyl Triazine)
- Mexoryl® SX (USAN Ecamsule, INCI Terephthalylidene Dicamphor Sulfonic Acid)
- Mexoryl® XL (INCI Drometrizole Trisiloxane)
- Neo Heliopan® AP (INCI Disodium Phenyl Dibenzimidazole Tetrasulfonate)
- Uvinul® A Plus (INCI Diethylamino Hydroxybenzoyl Hexyl Benzoate)
- Uvinul® T 150 (INCI Octyl Triazone)
- Uvasorb® HEB (INCI Diethylhexyl Butamido Triazone)
- Parsol® SLX (INCI Polysilicone-15)

Muitos destes ingredientes não são aprovados pela FDA, mas todos são aprovados na União Europeia. E alguns são permitidos em outras partes do mundo também. Muitos dos relativamente novos absorvem a UVA, tornando mais fácil para os fabricantes fazer fórmulas para a demanda crescente de filtros solares com melhor proteção contra UVA.

## Melanina
O hormônio alfa-melanócito-estimulante é feito quando o corpo está exposto à luz solar e é responsável pelo desenvolvimento do pigmento de cor marrom chamado melanina. Pesquisas estão sendo realizadas para criar formas artificiais estáveis deste hormônio. Uma droga promissora, o melanotan, deve ser útil para prevenir o câncer de pele, visto que promove o bronzeado sem a necessidade de exposição aos perigosos raios UV.

## Possíveis efeitos na saúde
Recentemente, tem havido um aumento da atenção à possibilidade de efeitos de saúde adversos associados aos compostos sintéticos presentes em muitos filtros solares. Um estudo publicado em abril de 1992, intitulado "Poderiam os filtros solares aumentar o risco de melanoma?" relatou que os maiores riscos de melanoma ocorreram nas regiões onde o uso de filtro solar era mais prevalente.
Embora alguns acreditem que este efeito aconteça pelo fato de que os filtros solares são mais usados nas regiões onde as pessoas se expõem mais à luz UV, isso não é o que foi confirmado por este estudo: A incidência de melanoma se relaciona fortemente com o uso de filtros solares independentemente da exposição ao UV.
Em um relatório de maio de 2008, "Nanomaterials, Sunscreens and Cosmetics: Small Ingredients, Big Risks" ("Nanomaterais, Filtros Solares e Cosméticos: Pequenos Ingredientes, Grandes Riscos") o grupo ecológico Friends of the Earth alegou que vários tipos de nanopartículas (como o dióxido de titânio ou óxido de zinco) podem ser prejudiciais ao tecido humano. Atualmente, não há uma regulamentação que exija o aviso no rótulo de produtos que contenham estes ingredientes.
Algumas pessoas podem ter pequenas a moderadas reações alérgicas a certos ingredientes de filtro solar, particularmente a benzofenona química, que também é conhecida como fenil cetona, difenil cetona ou bezoilbenzeno. Não se tem certeza sobre a quantidade de benzofenona que é absorvida na corrente sanguínea, mas traços da substância podem ser encontrados na urina após o uso.
Os filtros solares também são absorvidos pelo organismo em níveis que levantam algumas questões de segurança. Os ingredientes ativos dos protetores solares populares podem ser absorvidos pelo sangue em níveis que excedem o limite recomendado.